# قوانین راشل
قوانین راشل (انگلیسی: Rachael Laws؛ زادهٔ ۵ نوامبر ۱۹۹۰) بازیکن فوتبال اهل بریتانیا است.
از باشگاه‌هایی که در آن بازی کرده‌است می‌توان به باشگاه فوتبال لیورپول و باشگاه فوتبال ساندرلند اشاره کرد.